# اسمحي لي أن أحبك (أغنية دي جي سنيك)
«ليت مي لوف يو» هي أغنية من تسجيل منتج الموسيقى الإلكترونية الفرنسي دي جي سنيك، إنها ثالث أغنية منفردة من ألبوم الاستوديو الأول له، إنكور (2016). تتضمن صوت المغن الكندي جستن بيبر تمت المشاركة في كتابة الأغنية من قبل أندرو وات وعلي تومباسي وبريان لي ولويس بيل، وتمت معالجة إنتاج الأغنية من قبل دي جي سنيك وأندرو وات. تم إصدار الأغنية في 5 أغسطس 2016، من خلال إنترسكوب ريكوردز.

## وصلات خارجية
- كلمات الأغنية الكاملة على مترولايركس